# Listă de filme thriller din anii 2000
Aceasta este o listă de filme thriller lansate în anii 2000.
| 2000 AD                                             | Gordon Chan                             | Aaron Kwok, Phyllis Quek, Daniel Wu                                      | Hong Kong | Action thriller                               |
| The 6th Day                                         | Roger Spottiswoode                      | Arnold Schwarzenegger                                                    | Statele Unite ale Americii                                                                                    | Action thriller                               |
| American Psycho                                     | Mary Harron                             | Christian Bale, Willem Dafoe, Jared Leto                                 | Statele Unite ale Americii                                                                                    | [ 3 ]                                         |
| Anatomy                                             | Stefan Ruzowitzky                       | Franka Potente, Benno Fürmann, Anna Loos                                 | Germania | [ 4 ]                                         |
| Baise-Moi                                           | Virginie Despentes, Coralie Trinh Thi   | Raffaela Anderson, Karen Bach                                            | Franța | Crime thriller                                |
| The Beach                                           | Danny Boyle                             | Leonardo DiCaprio, Tilda Swinton, Virginie Ledoyen                       | Statele Unite ale Americii                                                                                    | Psychological thriller                        |
| The Cell                                            | Tarsem Singh                            | Jennifer Lopez                                                           | Statele Unite ale Americii                                                                                    | Psychological thriller                        |
| La comunidad                                        | Álex de la Iglesia                      | Carmen Maura, Eduardo Antuna, Jesus Bonilla                              | Spania | [ 8 ]                                         |
| The Crimson Rivers                                  | Mathieu Kassovitz                       | Jean Reno, Vincent Cassel, Nadia Farès                                   | Franța | [ 9 ]                                         |
| Devil in the Flesh II: Teacher's Pet                | Marcus Spiegel                          | Jodi Lyn O'Keefe                                                         | Statele Unite ale Americii                                                                                    | [ 10 ]                                        |
| Chasing Sleep                                       | Michael Walker                          | Jeff Daniels, Emily Bergl                                                | Statele Unite ale Americii                                                                                    | [ 11 ]                                        |
| Frequency                                           | Gregory Hoblit                          | Dennis Quaid, James Caviezel, Andre Braugher                             | Statele Unite ale Americii                                                                                    | [ 12 ]                                        |
| Gangster No. 1                                      | Paul McGuigan                           | Malcolm McDowell, David Thewlis, Paul Bettany                            | Regatul Unit al Marii Britanii și al Irlandei de Nord · Germania                                              | Crime thriller                                |
| Get Carter                                          | Stephen Kay                             | Sylvester Stallone                                                       | Statele Unite ale Americii                                                                                    | [ 14 ]                                        |
| Hollow Man                                          | Paul Verhoeven                          | Elisabeth Shue, Kevin Bacon, Josh Brolin                                 | Statele Unite ale Americii                                                                                    | Science Fiction-horror                        |
| Memento                                             | Christopher Nolan                       | Guy Pearce, Carrie-Anne Moss, Joe Pantoliano                             | Statele Unite ale Americii                                                                                    | [ 15 ]                                        |
| Merci Pour le Chocolat                              | Claude Chabrol                          | Isabelle Huppert, Jacques Dutronc                                        | Franța · Elveția                                                                                              | [ 16 ]                                        |
| Mission: Impossible II                              | John Woo                                | Tom Cruise                                                               | Statele Unite ale Americii                                                                                    | Action thriller                               |
| Proof of Life                                       | Taylor Hackford                         | Meg Ryan, Russell Crowe, David Morse                                     | Statele Unite ale Americii                                                                                    | [ 18 ]                                        |
| Proximity                                           | Scott Ziehl                             | James Coburn, Rob Lowe, Kelly Rowan                                      | Statele Unite ale Americii                                                                                    | [ 19 ]                                        |
| Reindeer Games                                      | John Frankenheimer                      | Ben Affleck, Gary Sinise, Charlize Theron                                | Statele Unite ale Americii                                                                                    | [ 20 ]                                        |
| Seance                                              | Kiyoshi Kurosawa                        | Koji Yakusho, Jun Fubuki, Ittoku Kishibe                                 | Japonia | [ 21 ]                                        |
| Sexy Beast                                          | Jonathan Glazer                         | Ray Winstone, Ben Kingsley, Ian McShane                                  | Regatul Unit al Marii Britanii și al Irlandei de Nord                                                         | Crime thriller                                |
| Time and Tide                                       | Tsui Hark                               | Nicholas Tse, Wu Bai, Anthony Wong                                       | Hong Kong | Action thriller                               |
| Six-Pack                                            | Alain Berberian                         | Richard Anconina, Frédéric Diefenthal, Chiara Mastroianni                | Franța | [ 24 ]                                        |
| Unbreakable                                         | M. Night Shyamalan                      | Bruce Willis, Samuel L. Jackson, Robin Wright Penn                       | Statele Unite ale Americii                                                                                    | [ 25 ]                                        |
| Versus                                              | Ryuhei Kitamura                         | Tak Sakaguchi, Hideo Sakaki                                              | Japonia | Action thriller                               |
| Vertical Limit                                      | Martin Campbell                         | Chris O'Donnell, Bill Paxton, Robin Tunney, Scott Glenn                  | Statele Unite ale Americii                                                                                    | Action thriller                               |
| What Lies Beneath                                   | Robert Zemeckis                         | Harrison Ford, Michelle Pfeiffer, Diana Scarwid                          | Statele Unite ale Americii                                                                                    | [ 28 ]                                        |
| With a Friend Like Harry...                         | Dominik Moll                            | Laurent Lucas, Sergi López, Mathilde Seigner                             | Franța | [ 29 ]                                        |
| X-Men                                               | Bryan Singer                            | Hugh Jackman, Patrick Stewart, Ian McKellen                              | Statele Unite ale Americii                                                                                    | [ 30 ]                                        |
| 2001                                                |                                         |                                                                          | |                                               |
| Along Came a Spider                                 | Lee Tamahori                            | Morgan Freeman, Monica Potter, Michael Wincott                           | Statele Unite ale Americii                                                                                    | [ 31 ]                                        |
| Antitrust                                           | Peter Howitt                            | Ryan Phillippe, Rachael Leigh Cook, Claire Forlani                       | Statele Unite ale Americii                                                                                    | [ 32 ]                                        |
| The Barber                                          | Michael Bafaro                          | Malcolm McDowell, Jeremy Ratchford, Garwin Sanford                       | Statele Unite ale Americii                                                                                    | [ 33 ]                                        |
| Battle Royale                                       | Kinji Fukasaku                          | Tatsuya Fujiwara                                                         | Japonia | [ 34 ]                                        |
| Blue Spring                                         | Toshiaki Toyoda                         | Ryuhei Matsuda, Hirofumi Arai, Sousuke Takaoka                           | Japonia | [ 35 ]                                        |
| The Devil's Backbone                                | Guillermo del Toro                      | Marisa Paredes, Eduardo Noriega, Federico Luppi                          | Spania · Mexic                                                                                                | [ 36 ]                                        |
| Domestic Disturbance                                | Harold Becker                           | John Travolta, Vince Vaughn, Teri Polo                                   | Statele Unite ale Americii                                                                                    | [ 37 ]                                        |
| Don't Say a Word                                    | Gary Fleder                             | Michael Douglas, Sean Bean, Brittany Murphy                              | Statele Unite ale Americii                                                                                    | [ 38 ]                                        |
| Das Experiment                                      | Oliver Hirschbiegel                     | Moritz Bleibtreu, Christian Berkel, Timo Dierkes                         | Germania | [ 39 ]                                        |
| The Fast and the Furious                            | Rob Cohen                               | Paul Walker, Vin Diesel, Michelle Rodriguez                              | Statele Unite ale Americii                                                                                    | Action thriller, crime thriller               |
| Frailty                                             | Bill Paxton                             | Bill Paxton, Matthew McConaughey, Powers Boothe                          | Statele Unite ale Americii                                                                                    | [ 41 ]                                        |
| From Hell                                           | Albert Hughes, Allen Hughes             | Johnny Depp, Heather Graham                                              | Statele Unite ale Americii                                                                                    | [ 42 ]                                        |
| Fulltime Killer                                     | Johnnie To                              | Andy Lau, Takashi Sorimachi, Simon Yam                                   | Hong Kong | Action thriller                               |
| The Glass House                                     | Daniel Sackheim                         | Leelee Sobieski, Diane Lane, Stellan Skarsgård                           | Statele Unite ale Americii                                                                                    | [ 44 ]                                        |
| Hannibal                                            | Ridley Scott                            | Anthony Hopkins, Julianne Moore                                          | Statele Unite ale Americii                                                                                    | [ 45 ]                                        |
| Intacto                                             | Juan Carlos Fresnadillo                 | Leonardo Sbaraglia, Eusebio Poncela                                      | Spania | [ 46 ]                                        |
| Joy Ride                                            | John Dahl                               | Steve Zahn, Paul Walker                                                  | Statele Unite ale Americii                                                                                    | [ 47 ]                                        |
| Kiss of the Dragon                                  | Chris Nahon                             | Jet Li, Bridget Fonda, Tchéky Karyo                                      | Franța · Statele Unite ale Americii                                                                           | [ 48 ]                                        |
| Megiddo: The Omega Code 2                           | Brian Trenchard-Smith                   | Michael York, Michael Biehn, John DeMita                                 | Statele Unite ale Americii                                                                                    | [ 49 ]                                        |
| Mulholland Dr.                                      | David Lynch                             | Justin Theroux, Naomi Watts, Laura Elena Harring, Ann Miller             | Statele Unite ale Americii                                                                                    | Psychological thriller                        |
| Nine Queens                                         | Fabián Bielinsky                        | Ricardo Darín, Gastón Pauls, Leticia Brédice                             | Argentina | [ 51 ]                                        |
| The One                                             | James Wong                              | Jet Li                                                                   | Statele Unite ale Americii                                                                                    | Action thriller                               |
| The Others                                          | Alejandro Amenábar                      | Nicole Kidman                                                            | Spania · Statele Unite ale Americii                                                                           | [ 53 ]                                        |
| Pulse                                               | Kiyoshi Kurosawa                        | Haruhiko Kato, Kumiko Aso, Koyuki                                        | Japonia | Psychological thriller                        |
| Read my Lips                                        | Jacques Audiard                         | Vincent Cassel, Emmanuelle Devos, Olivier Gourmet                        | Franța | [ 55 ]                                        |
| Session 9                                           | Brad Anderson                           | Peter Mullan, David Caruso                                               | Statele Unite ale Americii                                                                                    | Psychological thriller                        |
| Soul Survivors                                      | Stephen W. Carpenter                    | Melissa Sagemiller, Casey Affleck, Wes Bentley                           | Statele Unite ale Americii                                                                                    | [ 57 ]                                        |
| Spy Game                                            | Tony Scott                              | Robert Redford, Brad Pitt, Catherine McCormack                           | Statele Unite ale Americii                                                                                    | [ 58 ]                                        |
| Swordfish                                           | Dominic Sena                            | John Travolta, Hugh Jackman, Halle Berry                                 | Statele Unite ale Americii                                                                                    | [ 59 ]                                        |
| Training Day                                        | Antoine Fuqua                           | Denzel Washington, Ethan Hawke                                           | Statele Unite ale Americii                                                                                    | [ 60 ]                                        |
| Vanilla Sky                                         | Cameron Crowe                           | Tom Cruise, Penélope Cruz, Cameron Diaz                                  | Statele Unite ale Americii                                                                                    | [ 61 ]                                        |
| The Watcher                                         | Joe Charbanic                           | James Spader, Marisa Tomei, Keanu Reeves                                 | Statele Unite ale Americii                                                                                    | [ 62 ]                                        |
| Zebra Lounge                                        | Kari Skogland                           | Stephen Baldwin, Kristy Swanson                                          | Statele Unite ale Americii                                                                                    | [ 63 ]                                        |
| 2002                                                |                                         |                                                                          | |                                               |
| 2009 Lost Memories                                  | Lee Si-Myung                            | Toru Nakamura, Jang Dong-gun, Ken Mitsuishi                              | Coreea de Sud                                                                                                 | [ 64 ]                                        |
| 2LDK                                                | Yukihiko Tsutsumi                       | Eiko Koiki, Maho Nonami                                                  | Japonia | [ 65 ]                                        |
| Abandon                                             | Stephen Gaghan                          | Katie Holmes, Benjamin Bratt, Charlie Hunnam                             | Statele Unite ale Americii                                                                                    | [ 66 ]                                        |
| And Now... Ladies and Gentlemen                     | Claude Lelouch                          | Jeremy Irons, Patricia Kaas, Thierry Lhermitte                           | Franța · Regatul Unit al Marii Britanii și al Irlandei de Nord                                                | [ 67 ]                                        |
| Assassination Tango                                 | Robert Duvall                           | Robert Duvall, Rubén Blades, Kathy Baker                                 | Statele Unite ale Americii                                                                                    | [ 68 ]                                        |
| Ballistic: Ecks vs. Sever                           | Kaos                                    | Lucy Liu, Antonio Banderas                                               | Statele Unite ale Americii                                                                                    | Action thriller                               |
| Below                                               | David Twohy                             | Bruce Greenwood, Matthew Davis, Olivia Williams                          | Statele Unite ale Americii                                                                                    | [ 69 ]                                        |
| Blackwoods                                          | Uwe Boll                                | Patrick Muldoon, Keegan Connor Tracy, Michael Paré                       | Canada · Germania                                                                                             | [ 70 ]                                        |
| Blade II                                            | Guillermo del Toro                      | Wesley Snipes                                                            | Statele Unite ale Americii                                                                                    | Action thriller                               |
| The Bourne Identity                                 | Doug Liman                              | Matt Damon, Franka Potente, Chris Cooper                                 | Statele Unite ale Americii                                                                                    | Action thriller, paranoid thriller            |
| City of Ghosts                                      | Matt Dillon                             | Matt Dillon, Natascha McElhone, Gérard Depardieu                         | Statele Unite ale Americii                                                                                    | [ 73 ]                                        |
| The Dancer Upstairs                                 | John Malkovich                          | Javier Bardem, Juan Diego Botto, Laura Morante                           | Spania · Statele Unite ale Americii                                                                           | [ 74 ]                                        |
| Dark Water                                          | Hideo Nakata                            | Hitomi Kuroki, Rio Kanno, Mirei Oguchi                                   | Japonia | Supernatural thriller                         |
| Demonlover                                          | Olivier Assayas                         | Connie Nielsen, Charles Berling, Chloë Sevigny                           | Franța | [ 76 ]                                        |
| Dirty Pretty Things                                 | Stephen Frears                          | Audrey Tautou, Chiwetel Ejiofor                                          | Regatul Unit al Marii Britanii și al Irlandei de Nord                                                         | [ 77 ]                                        |
| Enough                                              | Michael Apted                           | Jennifer Lopez, Billy Campbell, Juliette Lewis                           | Statele Unite ale Americii                                                                                    | [ 78 ]                                        |
| Extreme Ops                                         | Christian Duguay                        | Devon Sawa, Bridgette Wilson-Sampras, Rupert Graves                      | Statele Unite ale Americii                                                                                    | Action thriller                               |
| The Eye                                             | Danny Pang, Oxide Pang Chun             | Lee Sin-Je, Lawrence Chou, Chutcha Rujinanon                             | Hong Kong | [ 80 ]                                        |
| Femme Fatale                                        | Brian De Palma                          | Rebecca Romijn-Stamos, Antonio Banderas                                  | Statele Unite ale Americii                                                                                    | Crime thriller, erotic thriller               |
| The Hard Word                                       | Scott Roberts                           | Guy Pearce, Rachel Griffiths, Robert Taylor                              | Regatul Unit al Marii Britanii și al Irlandei de Nord · Australia                                             | Crime thriller                                |
| He Loves Me, He Loves Me Not                        | Laetitia Colombani                      | Audrey Tautou, Samuel Le Bihan, Isabelle Carré                           | Franța | Psychological thriller                        |
| Insomnia                                            | Christopher Nolan                       | Al Pacino, Robin Williams, Hilary Swank                                  | Statele Unite ale Americii                                                                                    | [ 84 ]                                        |
| Minority Report                                     | Steven Spielberg                        | Tom Cruise, Colin Farrel, Max von Sydow                                  | Statele Unite ale Americii                                                                                    | Paranoid thriller                             |
| Murder By Numbers                                   | Barbet Schroeder                        | Sandra Bullock, Ryan Gosling, Michael Pitt                               | Statele Unite ale Americii                                                                                    | [ 86 ]                                        |
| Narc                                                | Joe Carnahan                            | Ray Liotta, Jason Patric, Chi McBride                                    | Statele Unite ale Americii                                                                                    | [ 87 ]                                        |
| The Nest                                            | Florent Emilio Siri                     | Samy Naceri, Benoît Magimel, Nadia Farès, Pascal Greggory, Sami Bouajila | Franța | Action thriller                               |
| One Hour Photo                                      | Mark Romanek                            | Robin Williams, Connie Nielsen, Michael Vartan                           | Statele Unite ale Americii                                                                                    | [ 89 ]                                        |
| Panic Room                                          | David Fincher                           | Jodie Foster, Forest Whitaker                                            | Statele Unite ale Americii                                                                                    | [ 90 ]                                        |
| The Quiet American                                  | Phillip Noyce                           | Michael Caine, Brendan Fraser                                            | Statele Unite ale Americii · Australia                                                                        | [ 91 ]                                        |
| Red Dragon                                          | Brett Ratner                            | Anthony Hopkins, Edward Norton, Ralph Fiennes                            | Statele Unite ale Americii                                                                                    | [ 92 ]                                        |
| Ripley's Game                                       | Liliana Cavani                          | John Malkovich, Dougray Scott, Ray Winstone                              | Regatul Unit al Marii Britanii și al Irlandei de Nord · Italia                                                | [ 93 ]                                        |
| The Salton Sea                                      | D.J. Caruso                             | Val Kilmer                                                               | Statele Unite ale Americii                                                                                    | [ 94 ]                                        |
| Signs                                               | M. Night Shyamalan                      | Mel Gibson                                                               | Statele Unite ale Americii                                                                                    | Psychological thriller                        |
| Suicide Club                                        | Sion Sono                               | Ryo Ishibashi, Masatoshi Nagase, Tamao Sato                              | Japonia | [ 96 ]                                        |
| The Sum of All Fears                                | Phil Alden Robinson                     | Ben Affleck, Morgan Freeman, James Cromwell                              | Statele Unite ale Americii                                                                                    | [ 97 ]                                        |
| Swimfan                                             | John Polson                             | Jesse Bradford, Erika Christensen                                        | Statele Unite ale Americii                                                                                    | [ 98 ]                                        |
| Three Blind Mice                                    | Mathias Ledoux                          | Edward Furlong, Emilia Fox, Chiwetel Ejiofor                             | Regatul Unit al Marii Britanii și al Irlandei de Nord · Franța                                                | [ 99 ]                                        |
| The Transporter                                     | Corey Yuen                              | Jason Statham, Shu Qi                                                    | Franța · Statele Unite ale Americii                                                                           | Action thriller, crime thriller               |
| Trapped                                             | Luis Mandoki                            | Charlize Theron, Courtney Love, Stuart Townsend                          | Statele Unite ale Americii                                                                                    | [ 101 ]                                       |
| xXx                                                 | Rob Cohen                               | Vin Diesel, Asia Argento                                                 | Statele Unite ale Americii                                                                                    | Action thriller                               |
| 2003                                                |                                         |                                                                          | |                                               |
| 2 Fast 2 Furious                                    | John Singleton                          | Paul Walker, Tyrese Gibson, Eva Mendes                                   | Statele Unite ale Americii                                                                                    | Action thriller                               |
| Anatomy 2                                           | Stefan Ruzowitzky                       | Barnaby Metschurat, Herbert Knaup, Heike Makatsch                        | Germania | [ 104 ]                                       |
| Basic                                               | John McTiernan                          | John Travolta, Connie Nielsen, Samuel L. Jackson                         | Statele Unite ale Americii                                                                                    | [ 105 ]                                       |
| Cold Creek Manor                                    | Mike Figgis                             | Dennis Quaid, Sharon Stone, Stephen Dorff                                | Statele Unite ale Americii                                                                                    | [ 106 ]                                       |
| Confidence                                          | James Foley                             | Edward Burns, Rachel Weisz, Andy García                                  | Statele Unite ale Americii                                                                                    | Crime thriller                                |
| Cradle 2 the Grave                                  | Andrzej Bartkowiak                      | Jet Li, DMX                                                              | Statele Unite ale Americii                                                                                    | Action thriller                               |
| Doppelganger                                        | Kiyoshi Kurosawa                        | Koji Yakusho, Nagasaku Hiromi, Hiromi Nagasaku                           | Japonia | Psychological thriller                        |
| dot the i                                           | Matthew Parkhill                        | Gael García Bernal, Natalia Verbeke                                      | Regatul Unit al Marii Britanii și al Irlandei de Nord · Spania · Statele Unite ale Americii                   | [ 110 ]                                       |
| Fear X                                              | Nicolas Winding Refn                    | John Turturro, Deborah Kara Unger                                        | Danemarca · Regatul Unit al Marii Britanii și al Irlandei de Nord · Canada                                    | [ 111 ]                                       |
| Gothika                                             | Mathieu Kassovitz                       | Halle Berry                                                              | Statele Unite ale Americii                                                                                    | Supernatural thriller                         |
| House of the Dead                                   | Uwe Boll                                | Jonathan Cherry, Tyron Leitso, Clint Howard                              | Germania · Statele Unite ale Americii · Canada                                                                | Action thriller                               |
| The i Inside                                        | Roland Suso Richter                     | Ryan Phillippe, Sarah Polley                                             | Statele Unite ale Americii                                                                                    | [ 114 ]                                       |
| Identity                                            | James Mangold                           | John Cusack, Ray Liotta, Amanda Peet                                     | Statele Unite ale Americii                                                                                    | [ 115 ]                                       |
| I'm Not Scared                                      | Gabriele Salvatores                     | Aitana Sanchez-Gijon, Dino Abbrescia, Giorgio Careccia                   | Italia · Regatul Unit al Marii Britanii și al Irlandei de Nord · Spania                                       | [ 116 ]                                       |
| In the Cut                                          | Jane Campion                            | Meg Ryan, Mark Ruffalo                                                   | Statele Unite ale Americii                                                                                    | [ 117 ]                                       |
| Kill Bill: Volume 1                                 | Quentin Tarantino                       | Uma Thurman, Lucy Liu, Vivica A. Fox, Daryl Hannah                       | Statele Unite ale Americii                                                                                    | [ 118 ]                                       |
| Killing Words                                       | Laura Mañà                              | Darío Grandinetti, Goya Toledo                                           | Spania | [ 119 ]                                       |
| King of the Ants                                    | Stuart Gordon                           | Chris L. McKenna, Kari Wuhrer, Daniel Baldwin                            | Statele Unite ale Americii                                                                                    | Crime thriller, psychological thriller        |
| Kontroll                                            | Nimród Antal                            | Sándor Csányi, Zoltán Mucsi, Csaba Pindroch                              | Ungaria | [ 121 ]                                       |
| Lucía, Lucía                                        | Antonio Serrano                         | Cecilia Roth, Carlos Alvarez-Novoa, Kuno Becker                          | Mexic | Comedy thriller                               |
| Moon Child                                          | Takahisa Zeze                           | Hideto Takarai, Gackt Camui                                              | Japonia | [ 123 ]                                       |
| Mystic River                                        | Clint Eastwood                          | Sean Penn, Kevin Bacon, Tim Robbins                                      | Statele Unite ale Americii                                                                                    | Psychological thriller                        |
| Once Upon a Time in Mexico                          | Robert Rodriguez                        | Antonio Banderas, Salma Hayek, Johnny Depp                               | Statele Unite ale Americii                                                                                    | Action thriller                               |
| Open Water                                          | Chris Kentis                            | Blanchard Ryan, Daniel Travis, Saul Stein                                | Statele Unite ale Americii                                                                                    | [ 126 ]                                       |
| Out of Time                                         | Carl Franklin                           | Denzel Washington, Eva Mendes, Sanaa Lathan                              | Statele Unite ale Americii                                                                                    | [ 127 ]                                       |
| Phone Booth                                         | Joel Schumacher                         | Colin Farrell                                                            | Statele Unite ale Americii                                                                                    | [ 128 ]                                       |
| The Recruit                                         | Roger Donaldson                         | Al Pacino, Colin Farrel                                                  | Statele Unite ale Americii                                                                                    | [ 129 ]                                       |
| Runaway Jury                                        | Gary Fleder                             | John Cusack, Gene Hackman, Dustin Hoffman                                | Statele Unite ale Americii                                                                                    | [ 130 ]                                       |
| Running on Karma                                    | Johnnie To, Wai Ka-fai                  | Andy Lau, Cecilia Cheung, Cheung Siu Fai                                 | Republica Populară Chineză · Hong Kong                                                                        | Action thriller                               |
| Swimming Pool                                       | François Ozon                           | Charlotte Rampling, Ludivine Sagnier                                     | Franța | [ 132 ]                                       |
| A Tale of Two Sisters                               | Kim Jee-woon                            | Im Soo-jung, Moon Geun-young, Yum Jung-ah, Kim Kap-soo                   | Coreea de Sud                                                                                                 | [ 133 ]                                       |
| Tears of the Sun                                    | Antoine Fuqua                           | Bruce Willis                                                             | Statele Unite ale Americii                                                                                    | Action thriller                               |
| Undermind                                           | Nevil Dwek                              |                                                                          | Statele Unite ale Americii                                                                                    | Psychological thriller                        |
| Underworld                                          | Len Wiseman                             | Kate Beckinsale, Scott Speedman                                          | Statele Unite ale Americii                                                                                    | Action thriller                               |
| Veronica Guerin                                     | Joel Schumacher                         | Cate Blanchett, Gerard McSorley                                          | Republica Irlanda · Statele Unite ale Americii                                                                | Crime thriller                                |
| Who Killed Bambi?                                   | Gilles Marchand                         | Laurent Lucas, Sophie Quinton, Catherine Jacob                           | Franța | [ 138 ]                                       |
| X-Men 2                                             | Bryan Singer                            | Hugh Jackman, Patrick Stewart, Ian McKellen                              | Statele Unite ale Americii                                                                                    | [ 139 ]                                       |
| 2004                                                |                                         |                                                                          | |                                               |
| Blade: Trinity                                      | David S. Goyer                          | Wesley Snipes                                                            | Statele Unite ale Americii                                                                                    | Action thriller                               |
| Blueberry                                           | Jan Kounen                              | Vincent Cassel, Juliette Lewis, Michael Madsen, Temuera Morrison         | Mexic · Franța · Regatul Unit al Marii Britanii și al Irlandei de Nord                                        | Supernatural thriller                         |
| The Bourne Supremacy                                | Paul Greengrass                         | Matt Damon, Joan Allen, Brian Cox                                        | Statele Unite ale Americii                                                                                    | Action thriller, paranoid thriller            |
| The Butterfly Effect                                | Eric Bress, J. Mackye Gruber            | Ashton Kutcher, Amy Smart                                                | Statele Unite ale Americii                                                                                    | [ 143 ]                                       |
| Cellular                                            | David R. Ellis                          | Kim Basinger, Chris Evans, Jason Statham                                 | Statele Unite ale Americii                                                                                    | [ 144 ]                                       |
| The Clearing                                        | Pieter Jan Brugge                       | Robert Redford, Helen Mirren, Willem Dafoe                               | Statele Unite ale Americii                                                                                    | [ 145 ]                                       |
| Collateral                                          | Michael Mann                            | Tom Cruise, Jamie Foxx                                                   | Statele Unite ale Americii                                                                                    | [ 146 ]                                       |
| The Crimson Rivers II: The Angels of the Apocalypse | Olivier Dahan                           | Jean Reno, Benoît Magimel, Camille Natta                                 | Franța · Italia · Regatul Unit al Marii Britanii și al Irlandei de Nord                                       | [ 147 ]                                       |
| Dead Man's Shoes                                    | Shane Meadows                           | Paddy Considine, Gary Stretch, Toby Kebbell                              | Regatul Unit al Marii Britanii și al Irlandei de Nord                                                         | [ 148 ]                                       |
| District B13                                        | Pierre Morel                            | Cyril Raffaelli, David Belle, Tony D'Amario                              | Franța | Action thriller                               |
| EMR                                                 | James Erskine, Danny McCullough         | Adam Leese                                                               | Regatul Unit al Marii Britanii și al Irlandei de Nord                                                         | [ 150 ]                                       |
| The Forgotten                                       | Joseph Ruben                            | Julianne Moore, Dominic West                                             | Statele Unite ale Americii                                                                                    | [ 151 ]                                       |
| Freeze Frame                                        | John Simpson                            | Lee Evans, Sean McGinley, Ian McNeice                                    | Regatul Unit al Marii Britanii și al Irlandei de Nord · Republica Irlanda                                     | [ 152 ]                                       |
| Godsend                                             | Nick Hamm                               | Greg Kinnear, Rebecca Romijn-Stamos, Robert De Niro                      | Statele Unite ale Americii · Canada                                                                           | [ 153 ]                                       |
| I, Robot                                            | Alex Proyas                             | Will Smith, Bridget Moynahan, Alan Tudyk, Bruce Greenwood                | Statele Unite ale Americii                                                                                    | [ 154 ]                                       |
| Je Suis un Assassin                                 | Thomas Vincent                          | François Cluzet, Bernard Giraudeau, Karin Viard                          | Franța | [ 155 ]                                       |
| Kill Bill: Volume 2                                 | Quentin Tarantino                       | Uma Thurman, David Carradine, Michael Madsen                             | Statele Unite ale Americii                                                                                    | Action thriller                               |
| Lethal                                              | Dustin Rikert                           | Heather Marie Marsden, Lorenzo Lamas, Frank Zagarino                     | Statele Unite ale Americii                                                                                    | [ 157 ]                                       |
| The Machinist                                       | Brad Anderson                           | Christian Bale, Jennifer Jason Leigh                                     | Spania · Statele Unite ale Americii                                                                           | [ 158 ]                                       |
| Man on Fire                                         | Tony Scott                              | Denzel Washington, Dakota Fanning, Christopher Walken                    | Statele Unite ale Americii                                                                                    | [ 159 ]                                       |
| The Manchurian Candidate                            | Jonathan Demme                          | Denzel Washington, Meryl Streep, Liev Schreiber                          | Statele Unite ale Americii                                                                                    | [ 160 ]                                       |
| Mindhunters                                         | Renny Harlin                            | LL Cool J, Kathryn Morris                                                | Țările de Jos · Finlanda · Regatul Unit al Marii Britanii și al Irlandei de Nord · Statele Unite ale Americii | [ 161 ]                                       |
| New Police Story                                    | Benny Chan                              | Jackie Chan                                                              | Republica Populară Chineză · Hong Kong                                                                        | Action thriller                               |
| Night Watch                                         | Timur Bekmambetov                       | Konstantin Khabensky, Vladimir Menshov, Valery Zolotukhin                | Rusia | Action thriller, supernatural thriller        |
| November                                            | Greg Harrison                           | Courteney Cox Arquette, James LeGros, Michael Ealy                       | Statele Unite ale Americii                                                                                    | Psychological thriller                        |
| Oldboy                                              | Park Chan-wook                          | Choi Min-sik                                                             | Coreea de Sud                                                                                                 | [ 165 ]                                       |
| Premonition                                         | Norio Tsuruta                           | Daisuke Ban, Maki Horikita                                               | Japonia | Psychological thriller                        |
| The Punisher                                        | Jonathan Hensleigh                      | Thomas Jane, John Travolta                                               | Statele Unite ale Americii                                                                                    | Action thriller                               |
| Red Lights                                          | Cédric Kahn                             | Jean-Pierre Darroussin, Carole Bouquet                                   | Franța | [ 168 ]                                       |
| Secret Window                                       | David Koepp                             | Johnny Depp                                                              | Statele Unite ale Americii                                                                                    | [ 169 ]                                       |
| Spartan                                             | David Mamet                             | Val Kilmer, Derek Luke, William H. Macy                                  | Statele Unite ale Americii · Germania                                                                         | [ 170 ]                                       |
| Spider Forest                                       | Song Il-gon                             | Kam Woo-sung, Seo Jeong-min, Kang Gyeong-heon                            | Coreea de Sud                                                                                                 | Psychological thriller                        |
| Suspect Zero                                        | E. Elias Merhige                        | Aaron Eckhart, Ben Kingsley                                              | Statele Unite ale Americii                                                                                    | [ 172 ]                                       |
| Taking Lives                                        | D. J. Caruso                            | Angelina Jolie, Ethan Hawke                                              | Statele Unite ale Americii                                                                                    | [ 173 ]                                       |
| Three Way                                           | Scott Ziehl                             | Ali Larter, Desmond Harrington, Joy Bryant                               | Statele Unite ale Americii                                                                                    | Crime thriller                                |
| Torque                                              | Joseph Kahn                             | Martin Henderson, Ice Cube, Monet Mazur                                  | Statele Unite ale Americii                                                                                    | Action thriller                               |
| Trauma                                              | Marc Evans                              | Colin Firth, Mena Suvari                                                 | Regatul Unit al Marii Britanii și al Irlandei de Nord                                                         | [ 176 ]                                       |
| Twisted                                             | Philip Kaufman                          | Ashley Judd, Samuel L. Jackson, Andy García                              | Statele Unite ale Americii                                                                                    | [ 177 ]                                       |
| Undertow                                            | David Gordon Green                      | Jamie Bell, Josh Lucas, Devon Alan                                       | Statele Unite ale Americii                                                                                    | [ 178 ]                                       |
| The Village                                         | M. Night Shyamalan                      | Joaquin Phoenix, Bryce Dallas Howard, Adrien Brody                       | Statele Unite ale Americii                                                                                    | [ 179 ]                                       |
| Wild Things 2                                       | Jack Perez                              | Susan Ward, Leila Arcieri, Isaiah Washington                             | Statele Unite ale Americii                                                                                    | [ 180 ]                                       |
| 2005                                                |                                         |                                                                          | |                                               |
| 13 Tzameti                                          | Géla Babluani                           | George Babluani                                                          | Franța | [ 181 ]                                       |
| Antibodies                                          | Christian Alvart                        | Wotan Wilke Möhring, André Hennicke, Heinz Hoenig                        | Germania | [ 182 ]                                       |
| Assault on Precinct 13                              | Jean-François Richet                    | Ethan Hawke, Laurence Fishburne                                          | Statele Unite ale Americii                                                                                    | Action thriller                               |
| Blood Rain                                          | Kim Dae-seung                           | Cha Seung-won, Park Yong-woo, Ji Sung                                    | Coreea de Sud                                                                                                 | [ 184 ]                                       |
| Caché                                               | Michael Haneke                          | Daniel Auteuil, Juliette Binoche                                         | Austria · Italia · Germania · Franța                                                                          | [ 185 ]                                       |
| The Constant Gardener                               | Fernando Meirelles                      | Ralph Fiennes, Rachel Weisz, Danny Huston                                | Regatul Unit al Marii Britanii și al Irlandei de Nord                                                         | [ 186 ]                                       |
| Dark Water                                          | Walter Salles, Jr.                      | Jennifer Connelly, John C. Reilly, Tim Roth                              | Statele Unite ale Americii                                                                                    | Psychological thriller, supernatural thriller |
| Derailed                                            | Mikael Håfström                         | Clive Owen, Jennifer Aniston, Vincent Cassel                             | Statele Unite ale Americii                                                                                    | [ 188 ]                                       |
| Domino                                              | Tony Scott                              | Keira Knightley, Mickey Rourke, Edgar Ramirez                            | Statele Unite ale Americii                                                                                    | Crime thriller                                |
| Empire of the Wolves                                | Chris Nahon                             | Jean Reno, Jocelyn Quivrin, Arly Jover                                   | Franța | [ 190 ]                                       |
| Flightplan                                          | Robert Schwentke                        | Jodie Foster                                                             | Statele Unite ale Americii                                                                                    | [ 188 ]                                       |
| Hard Candy                                          | David Slade                             | Patrick Wilson, Ellen Page, Sandra Oh                                    | Statele Unite ale Americii                                                                                    | [ 191 ]                                       |
| Hide and Seek                                       | John Polson                             | Robert De Niro, Dakota Fanning                                           | Statele Unite ale Americii                                                                                    | [ 192 ]                                       |
| A History of Violence                               | David Cronenberg                        | Viggo Mortensen, Maria Bello, Ashton Holmes                              | Canada · Regatul Unit al Marii Britanii și al Irlandei de Nord                                                | [ 193 ]                                       |
| Hostage                                             | Florent Emilio Siri                     | Bruce Willis                                                             | Statele Unite ale Americii                                                                                    | [ 194 ]                                       |
| The Interpreter                                     | Sydney Pollack                          | Nicole Kidman, Sean Penn                                                 | Statele Unite ale Americii                                                                                    | [ 195 ]                                       |
| The Jacket                                          | John Maybury                            | Adrien Brody, Keira Knightley, Kris Kristofferson                        | Statele Unite ale Americii · Regatul Unit al Marii Britanii și al Irlandei de Nord                            | [ 196 ]                                       |
| Lord of War                                         | Andrew Niccol                           | Nicolas Cage, Jared Leto, Bridget Moynahan                               | Statele Unite ale Americii                                                                                    | Crime thriller                                |
| Kill Zone                                           | Wilson Yip                              | Donnie Yen, Sammo Hung                                                   | Republica Populară Chineză · Hong Kong                                                                        | Action thriller                               |
| Munich                                              | Steven Spielberg                        | Eric Bana, Daniel Craig, Ciarán Hinds                                    | Statele Unite ale Americii                                                                                    | Political thriller                            |
| Red Eye                                             | Wes Craven                              | Rachel McAdams, Cillian Murphy                                           | Statele Unite ale Americii                                                                                    | [ 200 ]                                       |
| Sin City                                            | Robert Rodriguez, Frank Miller          | Jessica Alba, Devon Aoki, Alexis Bledel                                  | Statele Unite ale Americii                                                                                    | Crime thriller                                |
| The Skeleton Key                                    | Iain Softley                            | Kate Hudson, Gena Rowlands, Peter Sarsgaard                              | Statele Unite ale Americii                                                                                    | [ 202 ]                                       |
| Stay                                                | Marc Forster                            | Ewan McGregor, Naomi Watts                                               | Statele Unite ale Americii                                                                                    | [ 203 ]                                       |
| Sympathy for Lady Vengeance                         | Park Chan-wook                          | Lee Young-ae, Kim Shi-hoo, Nam Il-woo                                    | Coreea de Sud                                                                                                 | [ 204 ]                                       |
| Syriana                                             | Stephen Gaghan                          | George Clooney, Matt Damon, Jeffrey Wright                               | Statele Unite ale Americii                                                                                    | [ 205 ]                                       |
| Transporter 2                                       | Louis Leterrier                         | Jason Statham, Alessandro Gassman, Amber Valletta                        | Franța | Action thriller                               |
| White Noise                                         | Geoffrey Sax                            | Michael Keaton, Chandra West, Deborah Kara Unger                         | Statele Unite ale Americii · Regatul Unit al Marii Britanii și al Irlandei de Nord · Canada                   | [ 207 ]                                       |
| Wild Things 3: Diamonds in the Rough                | Jay Lowi                                | Linden Ashby, Brad Johnson, Sandra McCoy                                 | Statele Unite ale Americii                                                                                    | [ 208 ]                                       |
| XXX: State of the Union                             | Lee Tamahori                            | Ice Cube, Willem Dafoe                                                   | Statele Unite ale Americii                                                                                    | Action thriller                               |
| 2006                                                |                                         |                                                                          | |                                               |
| Basic Instinct 2                                    | Michael Caton-Jones                     | Sharon Stone, David Morrissey, David Thewlis                             | Statele Unite ale Americii                                                                                    | [ 210 ]                                       |
| Black Book                                          | Paul Verhoeven                          | Carice van Houten, Sebastian Koch, Thom Hoffman                          | Belgia · Regatul Unit al Marii Britanii și al Irlandei de Nord · Țările de Jos · Germania                     | [ 211 ]                                       |
| Bug                                                 | William Friedkin                        | Ashley Judd, Michael Shannon, Lynn Collins                               | Statele Unite ale Americii                                                                                    | [ 212 ]                                       |
| Casino Royale                                       | Martin Campbell                         | Daniel Craig, Eva Green, Mads Mikkelsen                                  | Cehia · Germania · Regatul Unit al Marii Britanii și al Irlandei de Nord · Statele Unite ale Americii         | [ 213 ]                                       |
| Children of Men                                     | Alfonso Cuarón                          | Clive Owen, Julianne Moore, Michael Caine                                | Statele Unite ale Americii                                                                                    | Action thriller                               |
| Comedy of Power                                     | Claude Chabrol                          | Isabelle Huppert, François Berléand, Patrick Bruel                       | Germania · Franța                                                                                             | [ 215 ]                                       |
| Crank                                               | Mark Neveldine, Brian Taylor            | Jason Statham, Amy Smart, Dwight Yoakam                                  | Statele Unite ale Americii                                                                                    | Action thriller                               |
| The Da Vinci Code                                   | Ron Howard                              | Tom Hanks, Audrey Tautou, Ian McKellen                                   | Statele Unite ale Americii                                                                                    | [ 217 ]                                       |
| The Departed                                        | Martin Scorsese                         | Leonardo DiCaprio, Matt Damon, Jack Nicholson                            | Statele Unite ale Americii                                                                                    | Crime thriller                                |
| Déjà Vu                                             | Tony Scott                              | Denzel Washington                                                        | Statele Unite ale Americii                                                                                    | [ 219 ]                                       |
| Exiled                                              | Johnnie To                              | Nick Cheung, Simon Yam, Francis Ng                                       | Republica Populară Chineză · Hong Kong                                                                        | Action thriller, crime thriller               |
| The Fast and the Furious: Tokyo Drift               | Justin Lin                              | Lucas Black, Bow Wow, Nathalie Kelley                                    | Statele Unite ale Americii                                                                                    | Action thriller, crime thriller               |
| Fay Grim                                            | Hal Hartley                             | Parker Posey, Jeff Goldblum, James Urbaniak                              | Germania · Franța · Statele Unite ale Americii                                                                | [ 222 ]                                       |
| Firewall                                            | Richard Loncraine                       | Harrison Ford                                                            | Statele Unite ale Americii                                                                                    | [ 223 ]                                       |
| Flash Point                                         | Wilson Yip                              | Donnie Yen, Louis Koo, Collin Chou                                       | Hong Kong · Republica Populară Chineză                                                                        | [ 224 ]                                       |
| Frontier(s)                                         | Xavier Gens                             | Karina Testa, Aurelien Wiik, Patrick Ligardes                            | Elveția · Franța                                                                                              | [ 225 ]                                       |
| Half Light                                          | Craig Rosenberg                         | Demi Moore                                                               | | [ 226 ]                                       |
| Inside Man                                          | Spike Lee                               | Denzel Washington, Clive Owen, Jodie Foster                              | Statele Unite ale Americii                                                                                    | Crime thriller                                |
| Lady in the Water                                   | M. Night Shyamalan                      | Paul Giamatti, Bryce Dallas Howard                                       | Statele Unite ale Americii                                                                                    | [ 228 ]                                       |
| The Lives of Others                                 | Florian Henckel von Donnersmarck        | Martina Gedeck, Ulrich Mühe, Sebastian Koch                              | Germania | Political thriller                            |
| Like Minds                                          | Gregory J. Read                         | Eddie Redmayne, Tom Sturridge, Toni Collette                             | Regatul Unit al Marii Britanii și al Irlandei de Nord · Australia                                             | [ 230 ]                                       |
| Lucky Number Slevin                                 | Paul McGuigan                           | Josh Hartnett, Morgan Freeman, Ben Kingsley                              | Statele Unite ale Americii                                                                                    | [ 231 ]                                       |
| The Marine                                          | John Bonito                             | John Cena, Robert Patrick, Kelly Carlson                                 | Statele Unite ale Americii                                                                                    | Action thriller                               |
| Miami Vice                                          | Michael Mann                            | Colin Farrell, Jamie Foxx, Gong Li                                       | Statele Unite ale Americii                                                                                    | Action thriller                               |
| Mission: Impossible III                             | Eric Schwab, J. J. Abrams, Roberto Orci | Tom Cruise, Philip Seymour Hoffman                                       | Statele Unite ale Americii                                                                                    | Action thriller                               |
| The Night Listener                                  | Patrick Stettner                        | Robin Williams, Toni Collette, Bobby Cannavale                           | Statele Unite ale Americii                                                                                    | Psychological thriller                        |
| The Page Turner                                     | Denis Dercourt                          | Catherine Frot, Déborah François, Pascal Greggory                        | Franța | [ 236 ]                                       |
| Perfume: The Story of a Murderer                    | Tom Tykwer                              | Ben Whishaw, Alan Rickman                                                | Spania · Franța · Germania                                                                                    | [ 237 ]                                       |
| The Prestige                                        | Christopher Nolan                       | Hugh Jackman, Christian Bale, Michael Caine                              | Statele Unite ale Americii · Regatul Unit al Marii Britanii și al Irlandei de Nord                            | [ 238 ]                                       |
| Pulse                                               | Jim Sonzero                             | Kristen Bell, Ian Somerhalder, Rick Gonzalez                             | Statele Unite ale Americii                                                                                    | Psychological thriller                        |
| Red Road                                            | Andrea Arnold                           | Kate Dickie, Tony Curran, Martin Compston                                | Danemarca · Regatul Unit al Marii Britanii și al Irlandei de Nord                                             | [ 240 ]                                       |
| The Return                                          | Asif Kapadia                            | Sarah Michelle Gellar                                                    | Statele Unite ale Americii                                                                                    | [ 241 ]                                       |
| Running Scared                                      | Wayne Kramer                            | Paul Walker                                                              | Germania · Statele Unite ale Americii                                                                         | [ 242 ]                                       |
| The Sentinel                                        | Clark Johnson                           | Michael Douglas, Kiefer Sutherland, Eva Longoria                         | Statele Unite ale Americii                                                                                    | [ 243 ]                                       |
| Severance                                           | Christopher Smith                       | Danny Dyer, Laura Harris, Tim McInnerny                                  | Germania · Regatul Unit al Marii Britanii și al Irlandei de Nord                                              | Action thriller                               |
| Snakes on a Plane                                   | David R. Ellis                          | Samuel L. Jackson, Julianna Margulies, Nathan Phillips                   | Statele Unite ale Americii                                                                                    | Action thriller                               |
| Tell No One                                         | Guillaume Canet                         | François Cluzet, André Dussollier, Marie-Josée Croze                     | Franța | [ 246 ]                                       |
| Underworld: Evolution                               | Len Wiseman                             | Kate Beckinsale                                                          | Statele Unite ale Americii                                                                                    | Action thriller                               |
| Unknown                                             | Simon Brand                             | James Caviezel, Greg Kinnear                                             | Statele Unite ale Americii                                                                                    | [ 248 ]                                       |
| V for Vendetta                                      | James McTeigue                          | Natalie Portman, Hugo Weaving                                            | Statele Unite ale Americii                                                                                    | [ 249 ]                                       |
| X-Men: The Last Stand                               | Brett Ratner                            | Hugh Jackman, Ian McKellen, Famke Janssen                                | Statele Unite ale Americii                                                                                    | [ 250 ]                                       |
| 2007                                                |                                         |                                                                          | |                                               |
| Anamorph                                            | H.S. Miller                             | Willem Dafoe, Scott Speedman, Clea DuVall                                | Statele Unite ale Americii                                                                                    | [ 251 ]                                       |
| Anything for Her (Pour elle)                        | Fred Cavayé                             | Vincent Lindon, Diane Kruger, Lancelot Roch                              | Franța | [ 252 ]                                       |
| Awake                                               | Joby Harold                             | Hayden Christensen, Jessica Alba, Terrence Howard                        | Statele Unite ale Americii                                                                                    | [ 253 ]                                       |
| Before the Devil Knows You're Dead                  | Sidney Lumet                            | Philip Seymour Hoffman, Ethan Hawke, Marisa Tomei                        | Statele Unite ale Americii                                                                                    | Crime thriller                                |
| Boarding Gate                                       | Olivier Assayas                         | Asia Argento, Michael Madsen, Carl Ng                                    | Luxemburg · Franța                                                                                            | [ 255 ]                                       |
| The Bourne Ultimatum                                | Paul Greengrass                         | Matt Damon, Julia Stiles, David Strathairn                               | Statele Unite ale Americii                                                                                    | Action thriller, paranoid thriller            |
| Death Proof                                         | Quentin Tarantino                       | Kurt Russell, Rosario Dawson, Vanessa Ferlito, Jordan Ladd               | Statele Unite ale Americii                                                                                    | [ 257 ]                                       |
| Death Sentence                                      | James Wan                               | Kevin Bacon, Garrett Hedlund, Kelly Preston                              | Statele Unite ale Americii                                                                                    | Crime thriller                                |
| Disturbia                                           | D. J. Caruso                            | Shia LaBeouf, David Morse, Sarah Roemer                                  | Statele Unite ale Americii                                                                                    | [ 259 ]                                       |
| Eastern Promises                                    | David Cronenberg                        | Viggo Mortensen, Naomi Watts, Vincent Cassel                             | Regatul Unit al Marii Britanii și al Irlandei de Nord · Canada · Statele Unite ale Americii                   | [ 260 ]                                       |
| First Snow                                          | Mark Fergus                             | Guy Pearce, Piper Perabo                                                 | Statele Unite ale Americii                                                                                    | [ 261 ]                                       |
| Flash Point                                         | Wilson Yip                              | Donnie Yen, Louis Koo, Collin Chou                                       | Hong Kong · Republica Populară Chineză                                                                        | [ 224 ]                                       |
| The Flock                                           | Andrew Lau                              | Richard Gere, Claire Danes                                               | Statele Unite ale Americii                                                                                    | [ 262 ]                                       |
| Fracture                                            | Gregory Hoblit                          | Anthony Hopkins, Ryan Gosling                                            | Statele Unite ale Americii                                                                                    | [ 263 ]                                       |
| Funny Games                                         | Michael Haneke                          | Naomi Watts, Tim Roth, Michael Pitt                                      | Italia · Franța · Germania · Statele Unite ale Americii                                                       | [ 264 ]                                       |
| A Girl Cut in Two                                   | Claude Chabrol                          | Ludivine Sagnier, Benoît Magimel, François Berléand                      | Franța · Germania                                                                                             | Comedy thriller                               |
| Gone Baby Gone                                      | Ben Affleck                             | Morgan Freeman, Casey Affleck, Amy Ryan                                  | Statele Unite ale Americii                                                                                    | [ 266 ]                                       |
| Hannibal Rising                                     | Peter Webber                            | Gaspard Ulliel, Gong Li, Rhys Ifans                                      | Regatul Unit al Marii Britanii și al Irlandei de Nord · Franța · Statele Unite ale Americii                   | Psychological thriller                        |
| Hitman                                              | Xavier Gens                             | Timothy Olyphant, Dougray Scott, Olga Kurylenko                          | Statele Unite ale Americii                                                                                    | Action thriller                               |
| I Know Who Killed Me                                | Chris Sivertson                         | Lindsay Lohan                                                            | Statele Unite ale Americii                                                                                    | [ 269 ]                                       |
| Illegal Tender                                      | Franc. Reyes                            | Rick Gonzalez, Wanda De Jesus, Dania Ramirez                             | Statele Unite ale Americii                                                                                    | [ 270 ]                                       |
| The Invasion                                        | Oliver Hirschbiegel                     | Nicole Kidman, Daniel Craig                                              | Statele Unite ale Americii                                                                                    | [ 271 ]                                       |
| The Invisible                                       | David S. Goyer                          | Justin Chatwin, Margarita Levieva                                        | Statele Unite ale Americii                                                                                    | [ 272 ]                                       |
| Jar City                                            | Baltasar Kormákur                       | Ingvar E. Sigurdsson, Agusta Eva Erlendsdottir, Björn Hlynur Haraldsson  | Islanda · Danemarca · Germania                                                                                | [ 273 ]                                       |
| Joshua                                              | George Ratliff                          | Sam Rockwell, Vera Farmiga, Celia Weston                                 | Statele Unite ale Americii                                                                                    | [ 274 ]                                       |
| Live Free or Die Hard                               | Len Wiseman                             | Bruce Willis                                                             | Statele Unite ale Americii                                                                                    | Action thriller                               |
| Michael Clayton                                     | Tony Gilroy                             | George Clooney, Tom Wilkinson, Tilda Swinton                             | Statele Unite ale Americii                                                                                    | [ 276 ]                                       |
| Mr. Brooks                                          | Bruce A. Evans                          | Kevin Costner, Demi Moore, Dane Cook                                     | Statele Unite ale Americii                                                                                    | [ 277 ]                                       |
| Next                                                | Lee Tamahori                            | Nicolas Cage, Julianne Moore, Jessica Biel, Thomas Kretschmann           | Statele Unite ale Americii                                                                                    | [ 278 ]                                       |
| No Country for Old Men                              | Ethan Coen, Joel Coen                   | Tommy Lee Jones, Javier Bardem, Josh Brolin                              | Statele Unite ale Americii                                                                                    | [ 279 ]                                       |
| The Number 23                                       | Joel Schumacher                         | Jim Carrey                                                               | Statele Unite ale Americii                                                                                    | [ 280 ]                                       |
| P2                                                  | Franck Khalfoun                         | Wes Bentley, Rachel Nichols                                              | Statele Unite ale Americii                                                                                    | [ 281 ]                                       |
| Perfect Stranger                                    | James Foley                             | Halle Berry, Bruce Willis                                                | Statele Unite ale Americii                                                                                    | [ 282 ]                                       |
| Planet Terror                                       | Robert Rodriguez                        | Rose McGowan, Freddy Rodriguez, Josh Brolin                              | Statele Unite ale Americii                                                                                    | Action thriller                               |
| Premonition                                         | Mennan Yapo                             | Sandra Bullock                                                           | Statele Unite ale Americii                                                                                    | [ 284 ]                                       |
| Roman de Gare                                       | Claude Lelouch                          | Dominique Pinon, Fanny Ardant, Audrey Dana                               | Franța | [ 285 ]                                       |
| Seraphim Falls                                      | David Von Ancken                        | Liam Neeson, Pierce Brosnan                                              | Statele Unite ale Americii · Regatul Unit al Marii Britanii și al Irlandei de Nord                            | Action thriller                               |
| Shooter                                             | Antoine Fuqua                           | Mark Wahlberg                                                            | Statele Unite ale Americii                                                                                    | [ 287 ]                                       |
| Smokin' Aces                                        | Joe Carnahan                            | Ben Affleck, Andy García, Alicia Keys                                    | Statele Unite ale Americii                                                                                    | Crime thriller, action thriller               |
| Stuck                                               | Stuart Gordon                           | Mena Suvari, Stephen Rea, Russell Hornsby                                | Canada · Statele Unite ale Americii                                                                           | [ 289 ]                                       |
| Ten 'til Noon                                       | Scott Storm                             | Alfonso Freeman                                                          | Statele Unite ale Americii                                                                                    | [ 290 ]                                       |
| Thr3e                                               | Robby Henson                            | Marc Blucas, Laura Jordan, Justine Waddell                               | Statele Unite ale Americii                                                                                    | [ 291 ]                                       |
| Timecrimes                                          | Nacho Vigalondo                         | Karra Elejalde, Barbara Goenaga, Nacho Vigalondo                         | Spania | Crime thriller, supernatural thriller         |
| War                                                 | Phillip Atwell                          | Jet Li, Jason Statham                                                    | Statele Unite ale Americii                                                                                    | Action thriller                               |
| 2008                                                |                                         |                                                                          | |                                               |
| 21                                                  | Robert Luketic                          | Jim Sturgess, Kevin Spacey, Kate Bosworth                                | Statele Unite ale Americii                                                                                    | [ 294 ]                                       |
| 88 Minutes                                          | Jon Avnet                               | Al Pacino, Alicia Witt, Leelee Sobieski                                  | Statele Unite ale Americii · Germania                                                                         | [ 295 ]                                       |
| The Baader Meinhof Complex                          | Uli Edel                                | Martina Gedeck, Moritz Bleibtreu, Johanna Wokalek                        | Germania | Political thriller                            |
| Bangkok Dangerous                                   | Oxide Pang Chun, Danny Pang             | Nicolas Cage                                                             | Statele Unite ale Americii                                                                                    | [ 297 ]                                       |
| The Caller                                          | Richard Ledes                           | Frank Langella, Elliott Gould, Laura Elena Harring                       | Statele Unite ale Americii                                                                                    | [ 298 ]                                       |
| Cassandra's Dream                                   | Woody Allen                             | Colin Farrell, Ewan McGregor                                             | Franța · Statele Unite ale Americii                                                                           | [ 299 ]                                       |
| Changeling                                          | Clint Eastwood                          | Angelina Jolie, John Malkovich, Jeffrey Donovan                          | Statele Unite ale Americii                                                                                    | [ 300 ]                                       |
| Death Race                                          | Paul W. S. Anderson                     | Jason Statham, Joan Allen, Tyrese Gibson                                 | Statele Unite ale Americii                                                                                    | Sports thriller                               |
| Deception                                           | Marcel Langenegger                      | Ewan McGregor, Hugh Jackman, Michelle Williams                           | Statele Unite ale Americii                                                                                    | [ 302 ]                                       |
| Donkey Punch                                        | Olly Blackburn                          | Robert Boulter, Sian Breckin, Tom Burke                                  | Regatul Unit al Marii Britanii și al Irlandei de Nord                                                         | [ 303 ]                                       |
| Eagle Eye                                           | D. J. Caruso                            | Shia LaBeouf, Michelle Monaghan, Rosario Dawson                          | Statele Unite ale Americii                                                                                    | [ 304 ]                                       |
| Iron Man                                            | Jon Favreau                             | Robert Downey Jr., Gwyneth Paltrow, Jeff Bridges                         | Statele Unite ale Americii                                                                                    | [ 305 ]                                       |
| Loss'                                               | Maris Martinsons                        | Andrius Mamontovas, Valda Bičkutė, Kostas Smoriginas                     | Lituania | [ 306 ]                                       |
| The Eye                                             | David Moreau, Xavier Palud              | Jessica Alba                                                             | Statele Unite ale Americii                                                                                    | Psychological thriller                        |
| The Happening                                       | M. Night Shyamalan                      | Mark Wahlberg, Zooey Deschanel, John Leguizamo                           | Statele Unite ale Americii                                                                                    | [ 308 ]                                       |
| The Haunting of Molly Hartley                       | Mickey Liddell                          | Haley Bennett, Chace Crawford, Shannon Marie Woodward                    | Statele Unite ale Americii                                                                                    | [ 309 ]                                       |
| The Horsemen                                        | Jonas Åkerlund                          | Dennis Quaid, Zhang Ziyi                                                 | Statele Unite ale Americii                                                                                    | [ 310 ]                                       |
| Just Another Love Story                             | Ole Bornedal                            | Anders W. Berthelsen, Rebecka Hemse, Nikolaj Lie Kaas                    | Danemarca | [ 311 ]                                       |
| Lakeview Terrace                                    | Neil LaBute                             | Samuel L. Jackson, Kerry Washington, Patrick Wilson                      | Statele Unite ale Americii                                                                                    | [ 312 ]                                       |
| The Life Before Her Eyes                            | Vadim Perelman                          | Uma Thurman, Evan Rachel Wood, Eva Amurri                                | Statele Unite ale Americii                                                                                    | [ 313 ]                                       |
| Max Payne                                           | John Moore                              | Mark Wahlberg, Mila Kunis, Chris O' Donnell                              | Statele Unite ale Americii                                                                                    | Crime thriller                                |
| The Oxford Murders                                  | Álex de la Iglesia                      | Elijah Wood, John Hurt, Leonor Watling                                   | Franța · Spania                                                                                               | [ 315 ]                                       |
| Pathology                                           | Marc Schoelermann                       | Milo Ventimiglia, Alyssa Milano, Lauren Lee Smith                        | Statele Unite ale Americii                                                                                    | Crime thriller                                |
| Poison Ivy: The Secret Society                      | Jason Hreno                             | Miriam McDonald, Crystal Lowe                                            | Canada · Statele Unite ale Americii                                                                           | [ 317 ]                                       |
| Rambo IV                                            | Sylvester Stallone                      | Sylvester Stallone, Julie Benz, Matthew Marsden                          | Statele Unite ale Americii                                                                                    | Action thriller                               |
| Redbelt                                             | David Mamet                             | Chiwetel Ejiofor, Emily Mortimer, Alice Braga                            | Statele Unite ale Americii                                                                                    | [ 319 ]                                       |
| Reykjavík-Rotterdam                                 | Oskar Jonasson                          | Baltasar Kormákur, Victor Löw, Ingvar E. Sigurdsson                      | Țările de Jos · Islanda                                                                                       | [ 320 ]                                       |
| Righteous Kill                                      | Jon Avnet                               | Robert De Niro, Al Pacino, Curtis Jackson                                | Statele Unite ale Americii                                                                                    | [ 321 ]                                       |
| The Incredible Hulk                                 | Louis Leterrier                         | Edward Norton, Liv Tyler, Tim Roth                                       | Statele Unite ale Americii                                                                                    | [ 322 ]                                       |
| The Square                                          | Nash Edgerton                           | David Roberts, Claire van der Boom, Joel Edgerton                        | Australia | [ 323 ]                                       |
| Street Kings                                        | David Ayer                              | Keanu Reeves, Forest Whitaker, Hugh Laurie                               | Statele Unite ale Americii                                                                                    | Action/Crime/Drama                            |
| Surveillance                                        | Jennifer Chambers Lynch                 | Bill Pullman, Julia Ormond, Pell James                                   | Canada · Germania · Statele Unite ale Americii                                                                | [ 325 ]                                       |
| Taken                                               | Pierre Morel                            | Liam Neeson, Maggie Grace, Famke Janssen                                 | Franța | [ 326 ]                                       |
| The Objective                                       | Daniel Myrick                           | Jon Huertas, Jonas Ball, Matt Anderson                                   | Statele Unite ale Americii                                                                                    | [ 327 ]                                       |
| Transsiberian                                       | Brad Anderson                           | Woody Harrelson, Emily Mortimer, Ben Kingsley                            | Statele Unite ale Americii                                                                                    | [ 328 ]                                       |
| Untraceable                                         | Gregory Hoblit                          | Diane Lane, Billy Burke, Colin Hanks                                     | Statele Unite ale Americii                                                                                    | [ 329 ]                                       |
| Valkyrie                                            | Bryan Singer                            | Tom Cruise, Kenneth Branagh, Bill Nighy                                  | Statele Unite ale Americii                                                                                    | Political thriller                            |
| Vantage Point                                       | Pete Travis                             | Dennis Quaid, Matthew Fox, Forest Whitaker                               | Statele Unite ale Americii                                                                                    | [ 331 ]                                       |
| The X-Files: I Want to Believe                      | Chris Carter                            | David Duchovny, Gillian Anderson, Amanda Peet                            | Statele Unite ale Americii                                                                                    | Supernatural thriller                         |
| 2009                                                |                                         |                                                                          | |                                               |
| Amer                                                | Hélène Cattet, Bruno Forzani            | Bianca Maria D'Amato                                                     | Franța · Belgia                                                                                               | [ 333 ]                                       |
| American Sunset                                     | Michael Masucci                         | Corey Haim                                                               | Canada | [ 334 ]                                       |
| Angels & Demons                                     | Ron Howard                              | Tom Hanks, Ayelet Zurer, Ewan McGregor                                   | Statele Unite ale Americii                                                                                    | [ 335 ]                                       |
| Armored                                             | Nimród Antal                            | Matt Dillon, Jean Reno, Laurence Fishburne                               | Statele Unite ale Americii                                                                                    | [ 336 ]                                       |
| Crank: High Voltage                                 | Mark Neveldine, Brian Taylor            | Jason Statham, Amy Smart, Dwight Yoakam                                  | Statele Unite ale Americii                                                                                    | Action/Crime/Sci-Fi                           |
| Chloe                                               | Atom Egoyan                             | Liam Neeson, Julianne Moore, Amanda Seyfried                             | Franța · Statele Unite ale Americii · Canada                                                                  | [ 338 ]                                       |
| The Disappearance of Alice Creed                    | J Blakeson                              | Gemma Arterton, Martin Compston, Eddie Marsan                            | Regatul Unit al Marii Britanii și al Irlandei de Nord                                                         | [ 339 ]                                       |
| Dolan's Cadillac                                    | Jeff Beesley                            | Christian Slater, Emmanuelle Vaugier, Wes Bentley                        | Canada · Regatul Unit al Marii Britanii și al Irlandei de Nord · Statele Unite ale Americii                   | [ 340 ]                                       |
| Duplicity                                           | Tony Gilroy                             | Julia Roberts, Clive Owen, Tom Wilkinson                                 | Statele Unite ale Americii                                                                                    | [ 341 ]                                       |
| Echelon Conspiracy                                  | Greg Marcks                             | Shane West, Edward Burns, Ving Rhames                                    | Statele Unite ale Americii                                                                                    | [ 342 ]                                       |
| Espion(s)                                           | Nicolas Saada                           | Vincent Regan, Stephen Rea, Archie Panjabi                               | Regatul Unit al Marii Britanii și al Irlandei de Nord · Franța                                                | [ 343 ]                                       |
| Exam                                                | Stuart Hazeldine                        |                                                                          | Regatul Unit al Marii Britanii și al Irlandei de Nord                                                         | [ 344 ]                                       |
| Gamer                                               | Mark Neveldine, Brian Taylor            | Gerard Butler, Milo Ventimiglia                                          | Statele Unite ale Americii                                                                                    | [ 345 ]                                       |
| The Girl Who Kicked the Hornets' Nest               | Daniel Alfredson                        | Noomi Rapace, Michael Nyqvist, Annika Hallin                             | Suedia | [ 346 ]                                       |
| The Girl Who Played with Fire                       | Daniel Alfredson                        | Noomi Rapace, Michael Nyqvist, Annika Hallin                             | Danemarca · Germania · Suedia                                                                                 | Crime thriller                                |
| The Girl with the Dragon Tattoo                     | Niels Arden Oplev                       | Michael Nyqvist, Noomi Rapace, Noomi Rapace                              | Suedia | [ 348 ]                                       |
| Harry Brown                                         | Daniel Barber                           | Michael Caine, Emily Mortimer, Charlie Creed-Miles                       | Regatul Unit al Marii Britanii și al Irlandei de Nord                                                         | [ 349 ]                                       |
| The International                                   | Tom Tykwer                              | Clive Owen, Naomi Watts                                                  | Statele Unite ale Americii                                                                                    | [ 350 ]                                       |
| Killshot                                            | John Madden                             | Diane Lane, Mickey Rourke                                                | Statele Unite ale Americii                                                                                    | [ 351 ]                                       |
| Knowing                                             | Alex Proyas                             | Nicolas Cage, Rose Byrne                                                 | Statele Unite ale Americii                                                                                    | [ 352 ]                                       |
| Law Abiding Citizen                                 | F. Gary Gray                            | Jamie Foxx, Gerard Butler, Colm Meaney                                   | Statele Unite ale Americii                                                                                    | [ 353 ]                                       |
| Obsessed                                            | Steve Shill                             | Beyoncé Knowles, Idris Elba, Ali Larter                                  | Statele Unite ale Americii                                                                                    | [ 354 ]                                       |
| A Perfect Getaway                                   | David N. Twohy                          | Timothy Olyphant, Steve Zahn, Milla Jovovich                             | Statele Unite ale Americii                                                                                    | [ 355 ]                                       |
| Push                                                | Paul McGuigan                           | Chris Evans, Dakota Fanning, Camilla Belle, Djimon Hounsou               | Statele Unite ale Americii · Hong Kong                                                                        | [ 356 ]                                       |
| Sherlock Holmes                                     | Guy Ritchie                             | Robert Downey, Jr., Jude Law, Rachel McAdams                             | Statele Unite ale Americii                                                                                    | Action thriller                               |
| The Stepfather                                      | Nelson McCormick                        | Dylan Walsh, Sela Ward, Penn Badgley                                     | Statele Unite ale Americii                                                                                    | [ 358 ]                                       |
| Street Fighter: The Legend of Chun Li               | Andrzej Bartkowiak                      | Kristin Kreuk, Michael Clarke Duncan, Neal McDonough                     | Statele Unite ale Americii                                                                                    | Action Thriller                               |
| The Taking of Pelham 1 2 3                          | Tony Scott                              | Denzel Washington, John Travolta, James Gandolfini                       | Statele Unite ale Americii                                                                                    | [ 360 ]                                       |
| The Secret in Their Eyes                            | Juan José Campanella                    | Ricardo Darín, Soledad Villamil, Pablo Rago                              | Argentina | [ 361 ]                                       |
| Vengeance                                           | Johnnie To                              | Cheung Siu Fai, Johnny Hallyday, Ng Yuk-sau                              | Republica Populară Chineză · Franța · Hong Kong                                                               | [ 362 ]                                       |
| Whiteout                                            | Dominic Sena                            | Kate Beckinsale, Columbus Short, Gabriel Macht, Tom Skerritt             | Statele Unite ale Americii                                                                                    | [ 363 ]                                       |
| X-Men Origins: Wolverine                            | Gavin Hood                              | Hugh Jackman, Liev Schreiber, Danny Huston                               | Statele Unite ale Americii                                                                                    | [ 364 ]                                       |